# 无机杀手
《无机杀手》（英語：Murder Drones）是一部澳美合製的恐怖喜劇獨立網路動畫劇集，由連恩·維克斯（Liam Vickers）創作，Glitch Productions製作 。
《无机杀手》被官方形容為「反烏托邦喜劇恐怖之作」，深入探討了身份、道德、自由意志和友誼紐帶等主題，同時將幽默融入反烏托邦背景中。該系列借鑒了流行文化，從電子遊戲、電影、動漫和迷因中汲取靈感。

## 角色
烏茲·多門（聲：艾爾西·洛夫洛克（Elsie Lovelock））本作女主角， 一名叛逆的少女工人機器人，試圖結束她受壓迫的生活方式。在整個系列中，烏茲一直在與“絕對求解器”的附身作鬥爭，她發現自己也有絕對解算器能力並學會了用絕對解算器來操縱現實, 第四集由於身體異常熱化, 加上被不明生物結合, 結果導致她擁有翼和尾巴, 並失去意識還殺了五個同班同學, 後要殺薇時被恩弄上天空並回復正常。她在第七集被絕對求解器控制, 成為絕對求解器的附身, 後來被恩和諾莉·多門救援, 最後在第八集殺了欣和吃下她的核心, 使她有欣和玩偶的絕對求解器能力。
恩（聲：邁克爾·科瓦奇（Michael Kovach））本作男主角, 友善的拆解機器人, 烏茲的男朋友, 以前是一個工人機器人, 後來和烏茲和薇同居。
薇（聲：諾拉·克洛普（Nola Klop））本作支援角色, 施虐狂拆解機器人，恩的隊友，暗中對他懷有保護之情。她以前還是一個工人機器人時和恩有戀情, 後來第八集和烏茲和恩同居。
婕（聲: 莎拉·柯比（Shara Kirby））本作其中一位反派, 拆解機器人小隊的霸道隊長, 和薇, 恩一樣, 以前也是一個工人機器人, 後來對欣屈服並和薇對打, 最後在第八集被薇打下懸崖, 並在片尾出現, 正在修理她自己破壞的太空船。
欣/絕對求解器（聲: 阿拉納·菲茨杰拉德（Allanah Fitzgerald））本作最後對手, 亦是絕對求解器的主要附身, 曾把地球毀滅, 在第七集殺了玩偶, 吃了她的心和結合她的身體, 最後在第八集被烏茲殺死, 其心熔化成絕對求解器的核心且被烏茲吃掉, 而絕對求解器就困在烏茲的身體, 只能控制她的尾巴。
玩偶（聲: 艾瑪·布雷茲（Emma Breezy））本作一位反派, 有絕對求解器能力。她還是小孩機器人時看見自己父母被以前還是很施虐狂的薇殺死, 長大為青年的她為了報仇並要殺死薇, 但在第三集被烏茲和恩打敗, 後還失去右眼。第七集被欣殺, 其心被吃掉且其身體被欣結合, 使她的絕對求解器能力結合欣的能力。其母親亦有絕對求解器能力。
諾莉·多門（聲: 達西·馬奎爾（Darcy Maguire））烏茲的母親, 有絕對求解器能力。曾成為絕對求解器的附身並殺死所有在場的人類科學家, 後來被玩偶的母親救下, 後來其身體被拆解機器人破壞但其心還活著並在第七集幫助恩, 第八集和烏茲和丈夫一起同居, 一家團圓。其性格幾乎和烏茲相同。

## 劇集
每集皆由連恩·維克斯編導。
| 集數 | 標題             | 故事板作家                                        | 首播日期       |
| ---- | ---------------- | ------------------------------------------------- | -------------- |
| 1    | Pilot            | 連恩·維克斯                                       | 2021年10月29日 |
| 2    | Heartbeat        | 連恩·維克斯、Matthew Peckham和Jarrad Rumble       | 2022年11月18日 |
| 3    | The Promening    | 連恩·維克斯、Robin French和Cameron Qayoom-Taylor  | 2023年2月17日  |
| 4    | Cabin Fever      | Matthew Peckham and Cameron Qayoom-Taylor         | 2023年4月7日   |
| 5    | Home             | 連恩·維克斯、Neda Lay                             | 2023年6月9日   |
| 6    | Dead End         | Neda Lay                                          | 2023年8月18日  |
| 7    | Mass Destruction | Neda Lay and AD Taeza                             | 2024年3月29日  |
| 8    | Absolute End     | Neda Lay, AD Taeza, Robin French and Liam Vickers | 2024年8月23日  |

## 反響
Gizmodo網站的勞倫·勞斯（Lauren Rouse）讚揚了該劇的角色設計和視覺效果。2023年，《无机杀手》獲威比獎最佳動畫影片提名。

## 外部連結
- 官方网站
- YouTube上的GLITCH頻道
- 連恩·維克斯的官方網站 （页面存档备份，存于）